# Grieken in de pre-Romeinse Krim

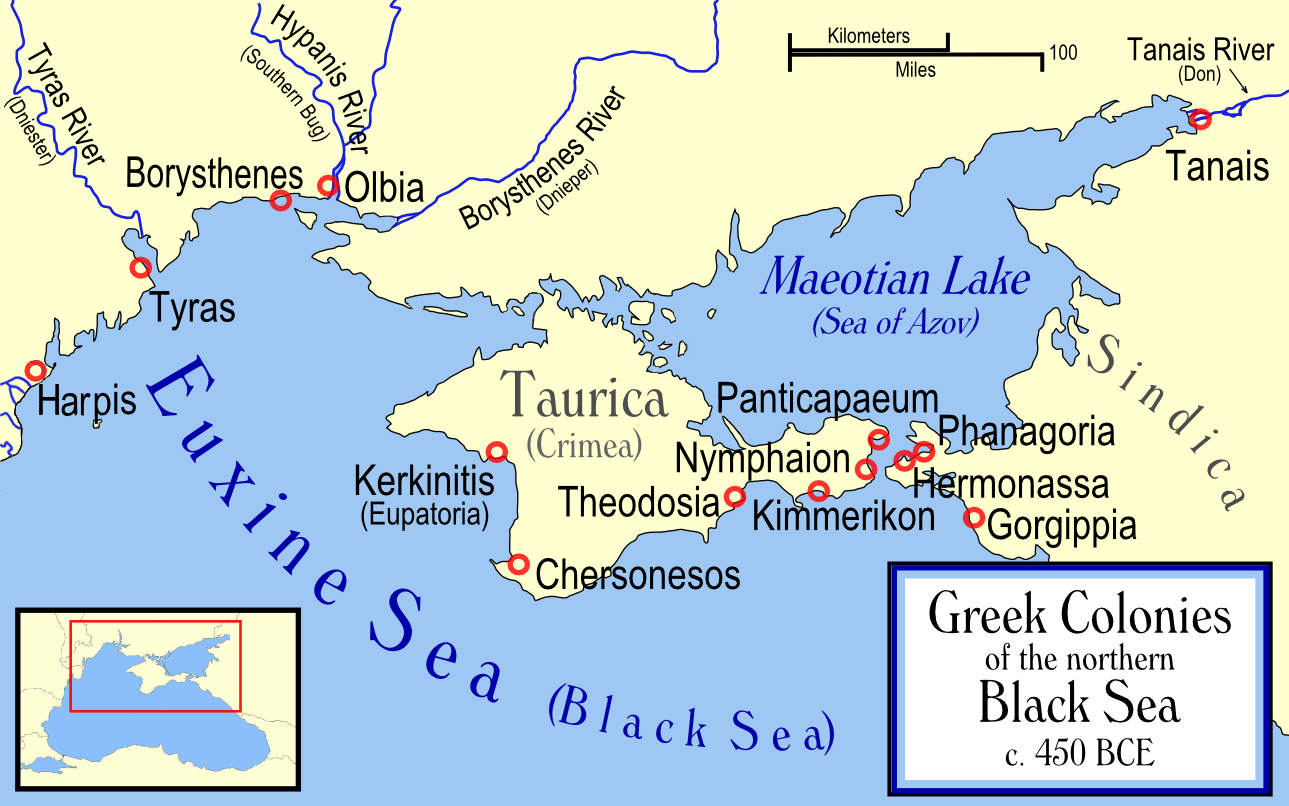
Griekse kolonies aan de noordkust van de Zwarte Zee

De Griekse periode in de geschiedenis van de Krim begon toen Griekse stadstaten in de 7e of 6e eeuw voor Christus koloniën vestigden langs de Zwarte Zee-kust van de Krim. Nabij de Straat van Kertsj, toen bekend als de Cimmerische Bosporus, werden verschillende kolonies gesticht. De dichtheid van kolonies daar was ongebruikelijk voor de Griekse kolonisatie en weerspiegelde het belang van het gebied. De meerderheid van deze kolonies werd gesticht door Ioniërs uit de stad Milete in Klein-Azië. Tegen het midden van de 1e eeuw v.Chr. kwam het Bosporuskoninkrijk toenemend onder de invloed van de late Romeinse Republiek, waarmee de Romeinse tijd van de Krim begon.

## Naamgeving
De Grieken noemden het gebied Taurike Chersonesos (Ταυρικὴ Χερσόνησος) of Chersonesos Taurike (Χερσόνησος Ταυρική), "Taurisch schiereiland", naar haar inwoners, de Tauri. De Latijnse versie van de Griekse naam was Chersonesus Taurica, in het kort Taurica of Tauris.

## Griekse kolonies

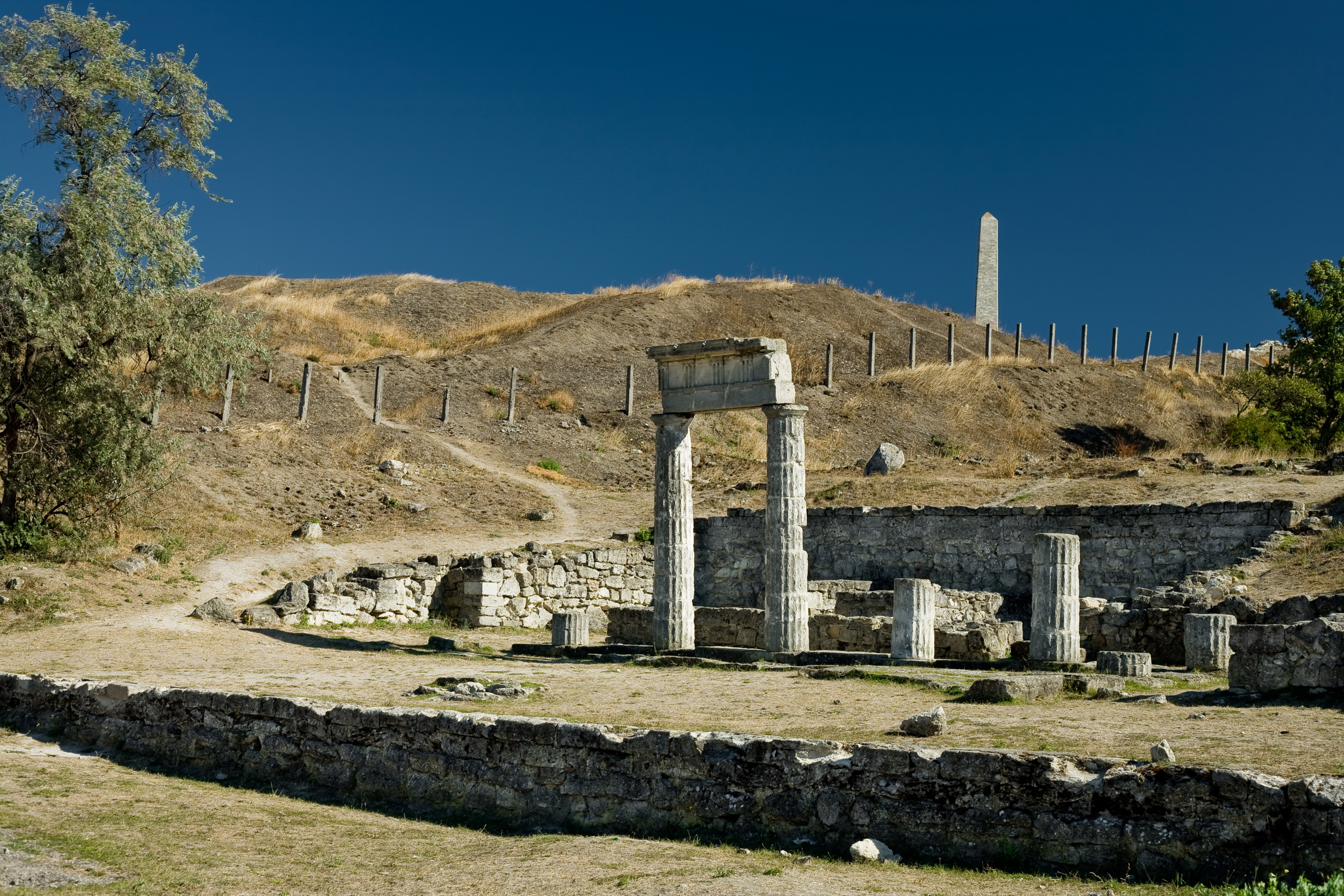
Pantikapaion

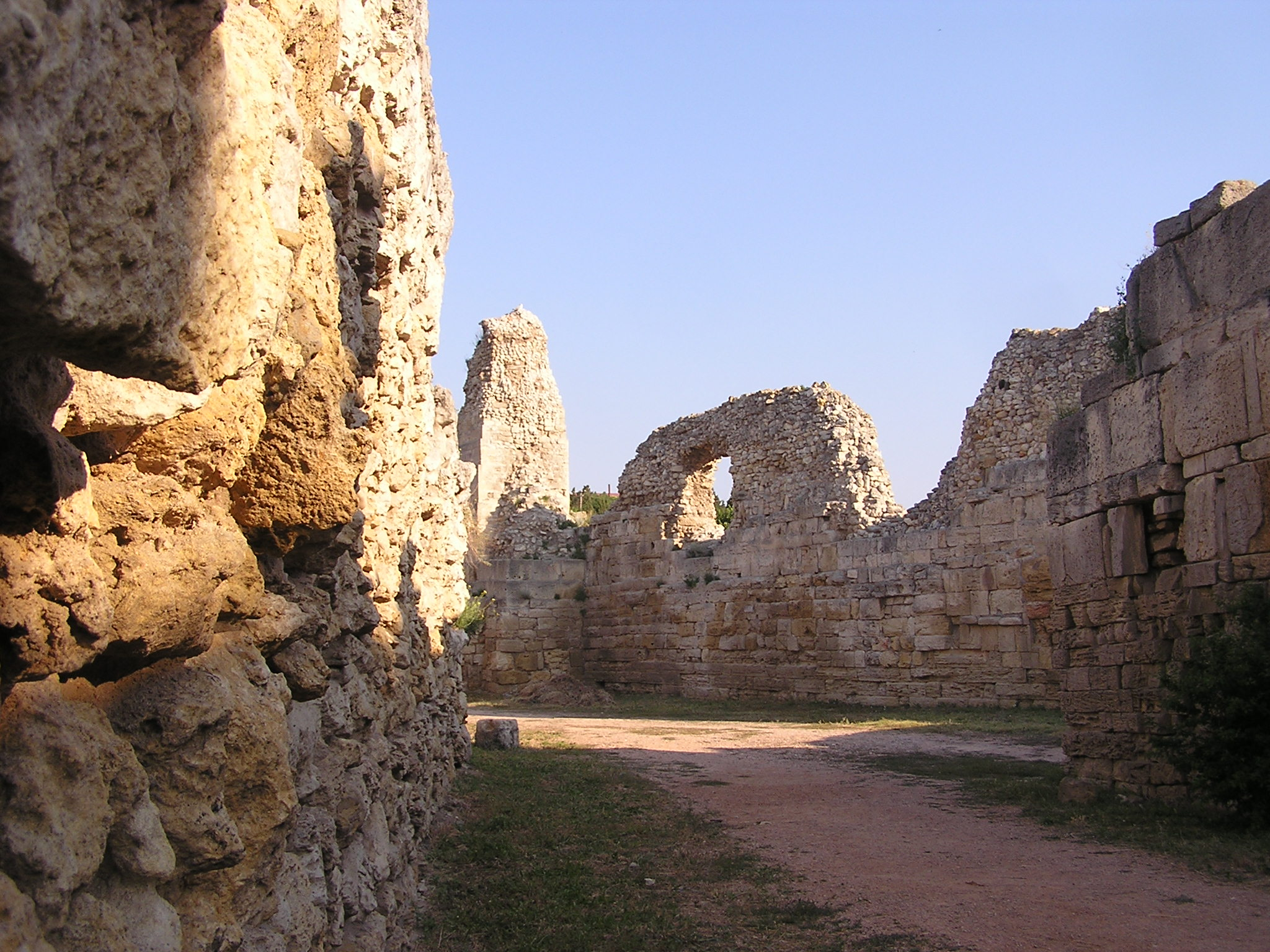
Chersonesos

Vanuit Milete werden aan de Krim-kant van de Cimmerische Bosporus een aantal koloniën gesticht: Pantikapaion, Feodosija, Kimmerikon, Tyritake en Myrmekion.
PantikapaionDe oudste Griekse kolonie, Pantikapaion (Grieks: Παντικάπαιον), gesticht in de late 7e of vroege 6e eeuw v.Chr., werd opgericht als een apoikia van Milete. Deze belangrijke stad lag op de Mithridat-berg aan de westelijke kant van de Cimmerische Bosporus, bij de huidige stad Kertsj. Tijdens de eerste eeuwen van haar bestaan overheersten geïmporteerde Griekse artikelen: aardewerk, terracotta's en metalen voorwerpen, waarschijnlijk uit werkplaatsen in Rodos, Korinthe, Samos en Athene. Tegelijkertijd ontstond er een lokale productie welke deze nabootste. De  pottenbakkers imiteerden Hellenistisch vaatwerk zoals Gnathia-keramiek en megara-schalen. De stad sloeg zilveren munten gedurende de 5e eeuw v.Chr. en gouden en bronzen munten in de 4e eeuw v.Chr. Tijdens zijn grootste omvang besloeg de stad 100 hectare.
TheodosiaTheodosia (Oudgrieks: Θεοδοσία), het huidige Feodosia, werd volgens archeologisch bewijs gesticht in de 6e eeuw v.Chr. Ze werd voor het eerst vermeld toen de stad weerstand bood tegen de aanvallen van Satyros, de heerser van het Bosporuskoninkrijk, rond 390 v.Chr. Diens opvolger Leukon veranderde het in een belangrijke haven voor het verschepen van tarwe naar Griekenland, met name naar Athene.
KimmerikonKimmerikon (Grieks: Κιμμερικόν) werd gesticht in de 5e eeuw v.Chr. aan de zuidelijke oever van het schiereiland Kertsj, op de westelijke helling van de Opoek, ongeveer 50 km ten zuidwesten van Pantikapaion. De naam verwijst mogelijk naar een eerdere Cimmerische nederzetting ter plaatse. Kimmerikon zou een belangrijk bolwerk worden om het Bosporuskoninkrijk te verdedigen tegen de Scythen.
TyritakeTyritake (Grieks: Τυριτάκη) lag in het oostelijke deel van de Krim, ongeveer 11 kilometer ten zuiden van Pantikapaion. Ze wordt meest geïdentificeerd met ruïnes in het district Kamysj-Boeroen (Arsjintsevo), aan de oever van de Cimmerische Bosporus. Er zijn slechts spaarzame en korte vermeldingen over Tyritake in oude bronnen. Archeologisch onderzoek toonde aan dat de kolonie, gesticht rond het midden van de 6e eeuw v.Chr., zich specialiseerde in handwerken en wijnbouw. In de eerste eeuwen werden visserij en wijnproductie de economische steunpilaren van de stad.
MyrmekionMyrmekion (Oudgrieks: Μυρμήκιον) lag aan de oever van de Cimmerische Bosporus, 4 kilometer ten noorden van Pantikapaion. Ze werd halverwege de 6e eeuw v.Chr. gesticht als een onafhankelijke polis, die al snel een van de rijkste in de regio werd. In de 5e eeuw v.Chr. specialiseerde de stad zich in het maken van wijn en sloeg het zijn eigen munten. Ze was omgeven door hoge muren van ongeveer 2,5 meter dik.
Koloniën gesticht vanuit andere steden (dan Milete) waren:
NymphaionNymphaion (Grieks: Νύμφαιον) werd tussen 580 en 560 v.Chr. gesticht door kolonisten uit Samos, een rivaal van Milete. De stad lag ongeveer 14 km ten zuiden van Pantikapaion. Er is geen archeologisch bewijs voor de aanwezigheid van Scythen in het gebied vóór de stichting van de stad. De stad gaf zijn eigen munten uit en bloeide door de controle over de graanhandel. Athene koos Nymphaion ca. 444 v.Chr. als de belangrijkste militaire basis in de regio. Gylon, de grootvader van Demosthenes, werd uit Athene verbannen op beschuldiging dat hij Nymphaion had verraden tijdens de Peloponnesische Oorlog. Tegen het einde van de eeuw kwam het bij het Bosporuskoninkrijk.
ChersonesosIn de 5e eeuw voor Christus stichtten Doriërs uit Heraclea Pontica aan de Zwarte Zeekust van Klein-Azië de haven van Chersonesos in het zuidwesten van de Krim, nabij het huidige Sebastopol. Het was een locatie met goede diepzeehavens aan de rand van het grondgebied van de inheemse Tauri. Tijdens een groot deel van de klassieke periode was Chersonesus een democratie, geregeerd door een groep gekozen archonten en een raad genaamd de Demiurgi. In de loop der tijd werd de regering oligarchischer, met de macht geconcentreerd in de handen van de archonten. Tot het midden van de 4e eeuw v.Chr. bleef Chersonesos een kleine stad. Haar macht breidde zich vervolgens uit naar landen in het noordwesten van de Krim, met de kolonie Kerkinitida en de bouw van talrijke vestingwerken. In 2013 werd Chersonesus op de Werelderfgoedlijst geplaatst.
KerkinitidaKerkinitida was de vroegste kolonie in het noordwesten van Taurica, gelegen nabij het huidige Jevpatoria. Het werd gesticht rond het begin van de 6e-5e eeuw v.Chr., mogelijk door Doriërs van Herakleia Pontika, of door een andere onbekende Ionische stadstaat. Tot het midden van de 4e eeuw v.Chr. was de stad een kleine onafhankelijke stadstaat, voordat ze werd opgenomen in de stadstaat Chersonesos. In de 2e eeuw v.Chr. werd Kerkinitida veroverd door de Scythen, maar later heroverd in de tweede veldtocht van Diophantos. Volgens archeologische vondsten bestond de stad tot omstreeks het einde van de 2e eeuw AD.
In 2016 ontdekten archeologen delen van een oud Grieks fort bij het dorp Gornostajevka.
In 2018 werd nabij Bagerovo een voorheen onbekende oude Griekse nederzetting uit de 4e-3e eeuw v.Chr. gevonden. Volgens de onderzoekers heette de nederzetting Manitra. Op het grondgebied van de nederzetting werden de overblijfselen van een rechthoekige toren ontdekt en nabij de nederzetting een niet-geplunderde necropolis.

## De Krim in de Griekse mythologie
Volgens de Griekse mythologie was de Krim de plaats waar Iphigeneia naartoe werd gestuurd nadat de godin Artemis haar had gered van het mensenoffer dat haar vader op het punt stond te brengen. Artemis versleepte de jonge prinses naar het schiereiland, waar ze priesteres werd in haar tempel. Hier werd ze door de Taurische koning Thoas gedwongen om mensenoffers te brengen van buitenlanders die aan land kwamen. Volgens andere historici stonden de Tauri bekend om hun woeste rituelen en piraterij en waren ze ook de eerste inheemse volkeren van het schiereiland. Het land van Tauris en de geruchten over het doden van Grieken worden ook door Herodotus beschreven in zijn Historiën, Boek IV, 99–100 en 103.